# Хольмбоэ, Йенс
Йенс Хо́льмбоэ (норв. Jens Holmboe, 1880—1943) — норвежский ботаник.

## Биография
Йенс Хольмбоэ родился в семье известного врача Михаэля Хольмбоэ и его жены Элеоноры Фогт 5 мая 1880 года в Тведестранне. С 1898 года учился в Университете Кристиании (Осло), в 1902 году был удостоен Медали кронпринца за работу по ботанике. С 1902 года работал ассистентом в Ботаническом саду при университете.
В 1904 году Хольмбоэ был назначен куратором ботанического отделения Бергенского музея. В 1905 году он путешествовал по Кипру, флора которого в то время была крайне мало изучена. С 1907 года Йенс возглавлял Бергенский музей, в 1917 году ушёл в отставку, когда административная работа стала мешать научным исследованиям.
В 1910 году Хольмбоэ был избран Научного общества Кристиании. С 1914 года он был профессором ботаники в Бергене.
24 июля 1943 года Йенс Хольмбоэ скончался.

## Некоторые научные работы
- Holmboe, J. Planterester i norske torvmyrer (норв.). — Kristiania, 1903. — 227 p.
- Holmboe, J. Vaarens utvikling i Tromsø amt (норв.). — Bergen, 1912. — 248 p.
- Holmboe, J. Kristtornen i Norge (норв.). — Bergen, 1913. — 91 p.
- Holmboe, J. Studies on the vegetation of Cyprus (англ.). — Bergen, 1914. — 344 p.
- Holmboe, J.; Resvoll, T.; Lynge, B.; Løyning, P.; Natvig, L.R.; Sømme, J.D.; Løvenskiold, H.; Hjort, J. Fra planteverden og dyreliv (норв.). — Oslo, 1931. — 157 p.

## Некоторые виды растений, названные в честь Й. Хольмбоэ
- Nertera holmboei Christoph., 1944
- Platanthera holmboei H.Lindb., 1942
- Taraxacum holmboei H.Lindb., 1946